# Arequipa (regiune)
Regiunea Arequipa (în spaniolă Departamento de Arequipa) este una din cele 25 de regiuni care împart teritoriul peruan.
Se situează în sud-vestul țării. Capitala regiunii este Arequipa. Alte orașe importante sunt Mollendo și Chivay.

## Diviziuni administrative
Regiunea Arequipa este divizată în 8 provincii și 109 districte:
| Province   | Capitale    | Districte |
| ---------- | ----------- | --------- |
| Arequipa   | Arequipa    | 29        |
| Camaná     | Camaná      | 8         |
| Caravelí   | Caravelí    | 13        |
| Castilla   | Aplao       | 14        |
| Caylloma   | Chivay      | 19        |
| Condesuyos | Chuquibamba | 8         |
| Islay      | Mollendo    | 6         |
| La Unión   | Cotahuasi   | 11        |

### Personalități
- Mariano Melgar, este unul din cei mai celebri poeți peruani
- Francisco Garcia Calderon : președinte în timpul războiului cu Chile.